# Chyba

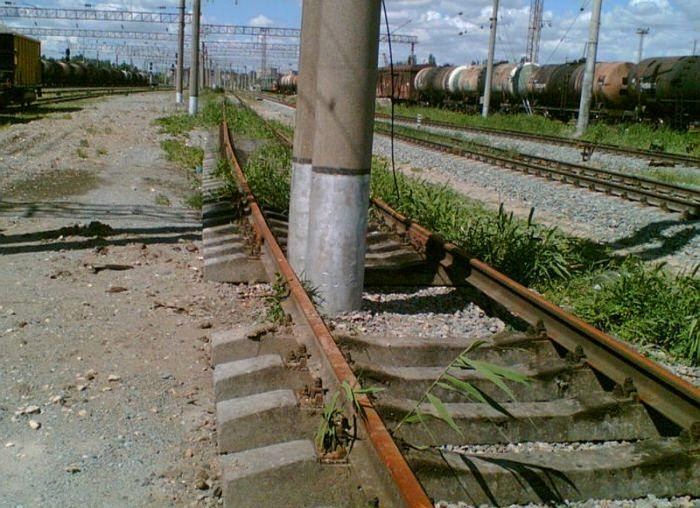
Sloupy v železniční trati

Chyba může představovat odchylku od normy nebo požadovaného stavu, popřípadě porušení daných pravidel. Ve statistice chyba není omyl, ale rozdíl mezi vypočítanou, očekávanou nebo změřenou hodnotou a hodnotou skutečnou nebo teoreticky správnou. Například:
- Chyba měření
- Chyba aproximace
- Softwarová chyba
- Logický omyl